# UCI WorldTour 2018
El UCI WorldTour 2018 fue la octava edición del máximo calendario ciclista a nivel mundial bajo la organización de la UCI.
El calendario tuvo 37 carreras, manteniendo las mismas carreras que la edición anterior. Comenzó el 16 de enero con la disputa del Tour Down Under en Australia y finalizó el 21 de octubre con el Tour de Guangxi en la República Popular China.

## Equipos
Véase UCI WorldTeam
Para el 2018 los equipos UCI WorldTeam son 18, igual número que la edición anterior. Para esta temporada en la máxima categoría cambiaron de nombre por ingreso de nuevos patrocinadores los equipos EF Education First-Drapac y Mitchelton-Scott.
| Código UCI | Equipo                          |
| ---------- | ------------------------------- |
| ALM        | Ag2r La Mondiale                |
| AST        | Astana Pro Team                 |
| BMC        | BMC Racing Team                 |
| BOH        | Bora-Hansgrohe                  |
| DDD        | Team Dimension Data             |
| EFD        | EF Education First-Drapac       |
| GFC        | Groupama-FDJ                    |
| LTS        | Lotto Soudal                    |
| MOV        | Movistar Team                   |
| MTS        | Mitchelton-Scott                |
| QST        | Quick-Step Floors               |
| SKY        | Team Sky                        |
| SUN        | Team Sunweb                     |
| TBM        | Bahrain Merida Pro Cycling Team |
| TKA        | Team Katusha-Alpecin            |
| TFS        | Trek-Segafredo                  |
| TLJ        | Team LottoNL-Jumbo              |
| UAD        | UAE Team Emirates               |

## Carreras
| UCI World Tour 2018             | UCI World Tour 2018     | UCI World Tour 2018               | UCI World Tour 2018 | UCI World Tour 2018 |
| Fecha                           | País                    | Carrera                           | Ganador             |                     |
| ------------------------------- | ----------------------- | --------------------------------- | ------------------- | ------------------- |
| 16 – 21 de enero                | Australia               | Tour Down Under                   | Daryl Impey         |                     |
| 28 de ene                       | Australia               | Cadel Evans Great Ocean Road Race | Jay McCarthy        |                     |
| 21 – 25 de febrero              | Emiratos Árabes Unidos  | Abu Dhabi Tour                    | Alejandro Valverde  |                     |
| 24 de feb                       | Bélgica                 | Omloop Het Nieuwsblad             | Michael Valgren     |                     |
| 3 de mar                        | Italia                  | Strade Bianche                    | Tiesj Benoot        |                     |
| 4 – 11 de marzo                 | Francia                 | París-Niza                        | Marc Soler          |                     |
| 7 – 13 de marzo                 | Italia                  | Tirreno-Adriático                 | Michał Kwiatkowski  |                     |
| 17 de mar                       | Italia                  | Milán-San Remo                    | Vincenzo Nibali     |                     |
| 19 – 25 de marzo                | España                  | Volta a Cataluña                  | Alejandro Valverde  |                     |
| 23 de mar                       | Bélgica                 | E3 Saxo Classic                   | Niki Terpstra       |                     |
| 25 de mar                       | Bélgica                 | Gante-Wevelgem                    | Peter Sagan         |                     |
| 28 de mar                       | Bélgica                 | A través de Flandes               | Yves Lampaert       |                     |
| 1 de abr                        | Bélgica                 | Tour de Flandes                   | Niki Terpstra       |                     |
| 2 – 7 de abril                  | España                  | Vuelta al País Vasco              | Primož Roglič       |                     |
| 8 de abr                        | Francia                 | París-Roubaix                     | Peter Sagan         |                     |
| 15 de abr                       | Países Bajos            | Amstel Gold Race                  | Michael Valgren     |                     |
| 18 de abr                       | Bélgica                 | Flecha Valona                     | Julian Alaphilippe  |                     |
| 22 de abr                       | Bélgica                 | Lieja-Bastoña-Lieja               | Bob Jungels         |                     |
| 24 – 29 de abril                | Suiza                   | Tour de Romandía                  | Primož Roglič       |                     |
| 1 de may                        | Alemania                | Gran Premio de Fráncfort          | Alexander Kristoff  |                     |
| 4 – 27 de mayo                  | Italia                  | Giro de Italia                    | Chris Froome        |                     |
| 13 – 19 de mayo                 | Estados Unidos          | Tour de California                | Egan Bernal         |                     |
| 3 – 10 de junio                 | Francia                 | Critérium del Dauphiné            | Geraint Thomas      |                     |
| 9 – 17 de junio                 | Suiza                   | Vuelta a Suiza                    | Richie Porte        |                     |
| 7 – 29 de julio                 | Francia                 | Tour de Francia                   | Geraint Thomas      |                     |
| 29 de jul                       | Reino Unido             | RideLondon-Surrey Classic         | Pascal Ackermann    |                     |
| 4 – 10 de agosto                | Polonia                 | Tour de Polonia                   | Michał Kwiatkowski  |                     |
| 4 de ago                        | España                  | Clásica San Sebastián             | Julian Alaphilippe  |                     |
| 13 – 19 de agosto               | Países Bajos            | Benelux Tour                      | Matej Mohorič       |                     |
| 19 de ago                       | Alemania                | EuroEyes Cyclassics               | Elia Viviani        |                     |
| 25 de agosto – 16 de septiembre | España                  | Vuelta a España                   | Simon Yates         |                     |
| 26 de ago                       | Francia                 | Bretagne Classic                  | Oliver Naesen       |                     |
| 7 de sep                        | Canadá                  | Gran Premio de Quebec             | Michael Matthews    |                     |
| 9 de sep                        | Canadá                  | Gran Premio de Montreal           | Michael Matthews    |                     |
| 9 – 14 de octubre               | Turquía                 | Tour de Turquía                   | Eduard Prades       |                     |
| 13 de oct                       | Italia                  | Giro de Lombardía                 | Thibaut Pinot       |                     |
| 16 – 21 de octubre              | República Popular China | Tour de Guangxi                   | Gianni Moscon       |                     |

## Clasificaciones
Esta es la clasificación oficial del Ranking World Tour 2018 tras la disputa del Tour de Guangxi:
Nota: ver Baremos de puntuación

### Clasificación individual
| Posición | Corredor           | Equipo            | Puntos  |
| -------- | ------------------ | ----------------- | ------- |
| 1.º      | Simon Yates        | Mitchelton-Scott  | 3072    |
| 2.º      | Peter Sagan        | Bora-Hansgrohe    | 2992    |
| 3.º      | Alejandro Valverde | Movistar          | 2609    |
| 4.º      | Geraint Thomas     | Sky               | 2534,25 |
| 5.º      | Greg Van Avermaet  | BMC Racing        | 2442,14 |
| 6.º      | Elia Viviani       | Quick-Step Floors | 2399    |
| 7.º      | Michael Matthews   | Sunweb            | 2393,19 |
| 8.º      | Julian Alaphilippe | Quick-Step Floors | 2161,12 |
| 9.º      | Chris Froome       | Sky               | 1976,68 |
| 10.º     | Tom Dumoulin       | Sunweb            | 1975,62 |

| Posiciones 11º al 20º | Posiciones 11º al 20º | Posiciones 11º al 20º | Posiciones 11º al 20º |
| Posición              | Corredor              | Equipo                | Puntos                |
| --------------------- | --------------------- | --------------------- | --------------------- |
| 11.º                  | Primož Roglič         | LottoNL-Jumbo         | 1951                  |
| 12.º                  | Michael Valgren       | Astana                | 1803                  |
| 13.º                  | Miguel Ángel López    | Astana                | 1610                  |
| 14.º                  | Romain Bardet         | Ag2r La Mondiale      | 1530                  |
| 15.º                  | Oliver Naesen         | Ag2r La Mondiale      | 1516                  |
| 16.º                  | Michał Kwiatkowski    | Sky                   | 1515,25               |
| 17.º                  | Thibaut Pinot         | Groupama-FDJ          | 1500                  |
| 18.º                  | Tim Wellens           | Lotto Soudal          | 1480                  |
| 19.º                  | Jasper Stuyven        | Trek-Segafredo        | 1459                  |
| 20.º                  | Steven Kruijswijk     | LottoNL-Jumbo         | 1456                  |

### Clasificación por equipos
Esta clasificación se calcula sumando los puntos de todos los corredores de cada equipo. Los equipos con el mismo número de puntos se clasifican de acuerdo a su corredor mejor clasificado.
| Posición | Equipo            | Puntos   |
| -------- | ----------------- | -------- |
| 1.º      | Quick-Step Floors | 13385,97 |
| 2.º      | Sky               | 10213    |
| 3.º      | Bora-Hansgrohe    | 9180     |
| 4.º      | BMC Racing        | 8779,97  |
| 5.º      | Mitchelton-Scott  | 8660,03  |
| 6.º      | Astana            | 7859     |
| 7.º      | Bahrain Merida    | 7409     |
| 8.º      | Movistar          | 7351     |
| 9.º      | Sunweb            | 7266,95  |
| 10.º     | LottoNL-Jumbo     | 7059     |

- Total de equipos con puntuación: 18 (todos)

## Progreso de las clasificaciones
| Carrera                           | Vencedor           | Clasificación individual | Clasificación por equipos |
| --------------------------------- | ------------------ | ------------------------ | ------------------------- |
| Tour Down Under                   | Daryl Impey        | Daryl Impey              | Mitchelton-Scott          |
| Cadel Evans Great Ocean Road Race | Jay McCarthy       | Daryl Impey              | Mitchelton-Scott          |
| Omloop Het Nieuwsblad             | Michael Valgren    | Daryl Impey              | Mitchelton-Scott          |
| Tour de Abu Dhabi                 | Alejandro Valverde | Daryl Impey              | Quick-Step Floors         |
| Strade Bianche                    | Tiesj Benoot       | Daryl Impey              | Quick-Step Floors         |
| París-Niza                        | Marc Soler         | Daryl Impey              | Mitchelton-Scott          |
| Tirreno-Adriático                 | Michał Kwiatkowski | Daryl Impey              | Mitchelton-Scott          |
| Milán-San Remo                    | Vincenzo Nibali    | Daryl Impey              | Mitchelton-Scott          |
| E3 Harelbeke                      | Niki Terpstra      | Daryl Impey              | Mitchelton-Scott          |
| Volta a Cataluña                  | Alejandro Valverde | Alejandro Valverde       | Mitchelton-Scott          |
| Gante-Wevelgem                    | Peter Sagan        | Alejandro Valverde       | Quick-Step Floors         |
| A través de Flandes               | Yves Lampaert      | Alejandro Valverde       | Quick-Step Floors         |
| Tour de Flandes                   | Niki Terpstra      | Peter Sagan              | Quick-Step Floors         |
| Vuelta al País Vasco              | Primož Roglič      | Peter Sagan              | Quick-Step Floors         |
| París-Roubaix                     | Peter Sagan        | Peter Sagan              | Quick-Step Floors         |
| Amstel Gold Race                  | Michael Valgren    | Peter Sagan              | Quick-Step Floors         |
| Flecha Valona                     | Julian Alaphilippe | Peter Sagan              | Quick-Step Floors         |
| Lieja-Bastoña-Lieja               | Bob Jungels        | Peter Sagan              | Quick-Step Floors         |
| Tour de Romandía                  | Primož Roglič      | Peter Sagan              | Quick-Step Floors         |
| Gran Premio de Fráncfort          | Alexander Kristoff | Peter Sagan              | Quick-Step Floors         |
| Tour de California                | Egan Bernal        | Peter Sagan              | Quick-Step Floors         |
| Giro de Italia                    | Chris Froome       | Peter Sagan              | Quick-Step Floors         |
| Critérium del Dauphiné            | Geraint Thomas     | Peter Sagan              | Quick-Step Floors         |
| Vuelta a Suiza                    | Richie Porte       | Peter Sagan              | Quick-Step Floors         |
| Tour de Francia                   | Geraint Thomas     | Peter Sagan              | Quick-Step Floors         |
| RideLondon-Surrey Classic         | Pascal Ackermann   | Peter Sagan              | Quick-Step Floors         |
| Clásica de San Sebastián          | Julian Alaphilippe | Peter Sagan              | Quick-Step Floors         |
| Tour de Polonia                   | Michał Kwiatkowski | Peter Sagan              | Quick-Step Floors         |
| BinckBank Tour                    | Matej Mohorič      | Peter Sagan              | Quick-Step Floors         |
| EuroEyes Cyclassics               | Elia Viviani       | Peter Sagan              | Quick-Step Floors         |
| Bretagne Classic                  | Oliver Naesen      | Peter Sagan              | Quick-Step Floors         |
| Gran Premio de Quebec             | Michael Matthews   | Peter Sagan              | Quick-Step Floors         |
| Gran Premio de Montreal           | Michael Matthews   | Peter Sagan              | Quick-Step Floors         |
| Vuelta a España                   | Simon Yates        | Simon Yates              | Quick-Step Floors         |
| Giro de Lombardía                 | Thibaut Pinot      | Simon Yates              | Quick-Step Floors         |
| Tour de Turquía                   | Eduard Prades      | Simon Yates              | Quick-Step Floors         |
| Tour de Guangxi                   | Gianni Moscon      | Simon Yates              | Quick-Step Floors         |

## Victorias en el WorldTour

### Victorias por corredor
- Notas: En amarillo corredores de equipos de categoría Profesional Continental, Continental y selecciones nacionales (no sumaron puntaje).

Incluye victorias en prólogos.
| Posición | Ciclista                | Equipo                        | Etapa | Clásica | General | Total |
| -------- | ----------------------- | ----------------------------- | ----- | ------- | ------- | ----- |
| 1.º      | Elia Viviani            | Quick-Step Floors             | 9     | 1       | -       | 10    |
| 2.º      | Simon Yates             | Mitchelton-Scott              | 7     | -       | 1       | 8     |
| 3.º      | Peter Sagan             | Bora-Hansgrohe                | 5     | 2       | -       | 7     |
| 3.º      | Julian Alaphilippe      | Quick-Step Floors             | 5     | 2       | -       | 7     |
| 3.º      | Alejandro Valverde      | Movistar                      | 5     | -       | 2       | 7     |
| 6.º      | Sam Bennett             | Bora-Hansgrohe                | 6     | -       | -       | 6     |
| 6.º      | Pascal Ackermann        | Bora-Hansgrohe                | 5     | 1       | -       | 6     |
| 8.º      | Fernando Gaviria        | Quick-Step Floors             | 5     | -       | -       | 5     |
| 8.º      | Primož Roglič           | LottoNL-Jumbo                 | 3     | -       | 2       | 5     |
| 8.º      | Michał Kwiatkowski      | Sky                           | 3     | -       | 2       | 5     |
| 8.º      | Rohan Dennis            | BMC Racing                    | 5     | -       | -       | 5     |
| 12.º     | Egan Bernal             | Sky                           | 3     | -       | 1       | 4     |
| 12.º     | Geraint Thomas          | Sky                           | 2     | -       | 2       | 4     |
| 12.º     | Michael Matthews        | Sunweb                        | 2     | 2       | -       | 4     |
| 12.º     | Dylan Groenewegen       | LottoNL-Jumbo                 | 4     | -       | -       | 4     |
| 16.º     | Chris Froome            | Sky                           | 2     | -       | 1       | 3     |
| 16.º     | Omar Fraile             | Astana                        | 3     | -       | -       | 3     |
| 16.º     | Arnaud Démare           | Groupama-FDJ                  | 3     | -       | -       | 3     |
| 16.º     | Alexander Kristoff      | UAE Emirates                  | 2     | 1       | -       | 3     |
| 16.º     | Álvaro Hodeg            | Quick-Step Floors             | 3     | -       | -       | 3     |
| 16.º     | Thibaut Pinot           | Groupama-FDJ                  | 2     | 1       | -       | 3     |
| 16.º     | Fabio Jakobsen          | Quick-Step Floors             | 3     | -       | -       | 3     |
| 23.º     | André Greipel           | Lotto Soudal                  | 2     | -       | -       | 2     |
| 23.º     | Marcel Kittel           | Katusha-Alpecin               | 2     | -       | -       | 2     |
| 23.º     | Niki Terpstra           | Quick-Step Floors             | -     | 2       | -       | 2     |
| 23.º     | Jay McCarthy            | Bora-Hansgrohe                | 1     | 1       | -       | 2     |
| 23.º     | Michael Valgren         | Astana                        | -     | 2       | -       | 2     |
| 23.º     | Thomas de Gendt         | Lotto Soudal                  | 2     | -       | -       | 2     |
| 23.º     | Maximilian Schachmann   | Quick-Step Floors             | 2     | -       | -       | 2     |
| 23.º     | Daryl Impey             | Mitchelton-Scott              | 1     | -       | 1       | 2     |
| 23.º     | Adam Yates              | Mitchelton-Scott              | 2     | -       | -       | 2     |
| 23.º     | Richie Porte            | BMC Racing                    | 1     | -       | 1       | 2     |
| 23.º     | Daniel Martin           | UAE Emirates                  | 2     | -       | -       | 2     |
| 23.º     | Nairo Quintana          | Movistar                      | 2     | -       | -       | 2     |
| 23.º     | Tom Dumoulin            | Sunweb                        | 2     | -       | -       | 2     |
| 23.º     | Stefan Küng             | BMC Racing                    | 2     | -       | -       | 2     |
| 23.º     | Magnus Cort             | Astana                        | 2     | -       | -       | 2     |
| 23.º     | Matej Mohorič           | Bahrain Merida                | 1     | -       | 1       | 2     |
| 23.º     | Benjamin King           | Dimension Data                | 2     | -       | -       | 2     |
| 23.º     | Enric Mas               | Quick-Step Floors             | 2     | -       | -       | 2     |
| 23.º     | Gianni Moscon           | Sky                           | 1     | -       | 1       | 2     |
| 42.º     | Caleb Ewan              | Mitchelton-Scott              | 1     | -       | -       | 1     |
| 42.º     | Phil Bauhaus            | Sunweb                        | 1     | -       | -       | 1     |
| 42.º     | Tiesj Benoot            | Lotto Soudal                  | -     | 1       | -       | 1     |
| 42.º     | Jonathan Hivert         | Direct Énergie                | 1     | -       | -       | 1     |
| 42.º     | Wout Poels              | Sky                           | 1     | -       | -       | 1     |
| 42.º     | Jérôme Cousin           | Direct Énergie                | 1     | -       | -       | 1     |
| 42.º     | Rudy Molard             | Groupama-FDJ                  | 1     | -       | -       | 1     |
| 42.º     | Mikel Landa             | Movistar                      | 1     | -       | -       | 1     |
| 42.º     | David de la Cruz        | Sky                           | 1     | -       | -       | 1     |
| 42.º     | Marc Soler              | Movistar                      | -     | -       | 1       | 1     |
| 42.º     | Vincenzo Nibali         | Bahrain Merida                | -     | 1       | -       | 1     |
| 42.º     | Jarlinson Pantano       | Trek-Segafredo                | 1     | -       | -       | 1     |
| 42.º     | Yves Lampaert           | Quick-Step Floors             | -     | 1       | -       | 1     |
| 42.º     | Bob Jungels             | Quick-Step Floors             | -     | 1       | -       | 1     |
| 42.º     | Jakob Fuglsang          | Astana                        | 1     | -       | -       | 1     |
| 42.º     | Tim Wellens             | Lotto Soudal                  | 1     | -       | -       | 1     |
| 42.º     | Enrico Battaglin        | LottoNL-Jumbo                 | 1     | -       | -       | 1     |
| 42.º     | Esteban Chaves          | Mitchelton-Scott              | 1     | -       | -       | 1     |
| 42.º     | Richard Carapaz         | Movistar                      | 1     | -       | -       | 1     |
| 42.º     | Toms Skujiņš            | Trek-Segafredo                | 1     | -       | -       | 1     |
| 42.º     | Tejay van Garderen      | BMC Racing                    | 1     | -       | -       | 1     |
| 42.º     | Mikel Nieve             | Mitchelton-Scott              | 1     | -       | -       | 1     |
| 42.º     | Pello Bilbao            | Astana                        | 1     | -       | -       | 1     |
| 42.º     | Sonny Colbrelli         | Bahrain Merida                | 1     | -       | -       | 1     |
| 42.º     | Christopher Juul-Jensen | Mitchelton-Scott              | 1     | -       | -       | 1     |
| 42.º     | Diego Ulissi            | UAE Emirates                  | 1     | -       | -       | 1     |
| 42.º     | Søren Kragh Andersen    | Sunweb                        | 1     | -       | -       | 1     |
| 42.º     | John Degenkolb          | Trek-Segafredo                | 1     | -       | -       | 1     |
| 42.º     | Taco van der Hoorn      | Roompot-Nederlandse Loterij   | 1     | -       | -       | 1     |
| 42.º     | Jasper Stuyven          | Trek-Segafredo                | 1     | -       | -       | 1     |
| 42.º     | Gregor Mühlberger       | Bora-Hansgrohe                | 1     | -       | -       | 1     |
| 42.º     | Oliver Naesen           | Ag2r La Mondiale              | -     | 1       | -       | 1     |
| 42.º     | Simon Clarke            | EF Education First-Drapac     | 1     | -       | -       | 1     |
| 42.º     | Nacer Bouhanni          | Cofidis, Solutions Crédits    | 1     | -       | -       | 1     |
| 42.º     | Tony Gallopin           | Ag2r La Mondiale              | 1     | -       | -       | 1     |
| 42.º     | Alessandro De Marchi    | BMC Racing                    | 1     | -       | -       | 1     |
| 42.º     | Alexandre Geniez        | Ag2r La Mondiale              | 1     | -       | -       | 1     |
| 42.º     | Óscar Rodríguez         | Euskadi Basque Country-Murias | 1     | -       | -       | 1     |
| 42.º     | Michael Woods           | EF Education First-Drapac     | 1     | -       | -       | 1     |
| 42.º     | Jelle Wallays           | Lotto Soudal                  | 1     | -       | -       | 1     |
| 42.º     | Maximiliano Richeze     | Quick-Step Floors             | 1     | -       | -       | 1     |
| 42.º     | Alexey Lutsenko         | Astana                        | 1     | -       | -       | 1     |
| 42.º     | Eduard Prades           | Euskadi Basque Country-Murias | -     | -       | 1       | 1     |
| 42.º     | Matteo Trentin          | Mitchelton-Scott              | 1     | -       | -       | 1     |

### Victorias por equipo
- Notas: En amarillo equipos Profesionales Continentales.

Incluye victorias en CRE.
| Posición                    | Equipo                        | Victorias |
| --------------------------- | ----------------------------- | --------- |
| 1.º                         | Quick-Step Floors             | 37        |
| 2.º                         | Bora-Hansgrohe                | 22        |
| 3.º                         | Sky                           | 21        |
| 4.º                         | Mitchelton-Scott              | 17        |
| 5.º                         | BMC Racing                    | 14        |
| 6.º                         | Movistar                      | 12        |
| 7.º                         | Astana                        | 10        |
| 7.º                         | LottoNL-Jumbo                 | 10        |
| 9.º                         | Sunweb                        | 8         |
| 10.º                        | Groupama-FDJ                  | 7         |
| 10.º                        | Lotto Soudal                  | 7         |
| 12.º                        | UAE Emirates                  | 6         |
| 13.º                        | Trek-Segafredo                | 4         |
| 13.º                        | Bahrain Merida                | 4         |
| 15.º                        | Ag2r La Mondiale              | 3         |
| 16.º                        | Katusha-Alpecin               | 2         |
| 16.º                        | Direct Énergie                | 2         |
| 16.º                        | Dimension Data                | 2         |
| 16.º                        | EF Education First-Drapac     | 2         |
| 16.º                        | Euskadi Basque Country-Murias | 2         |
| 21.º                        |                               |           |
| Roompot-Nederlandse Loterij | 1                             |           |
| Cofidis, Solutions Crédits  | 1                             |           |

### Victorias por países
- Se incluyen las victorias en contrarreloj por equipos.

| Posición | País           | Victorias |
| -------- | -------------- | --------- |
| 1.º      | Francia        | 19        |
| 1.º      | España         | 19        |
| 3.º      | Reino Unido    | 18        |
| 3.º      | Italia         | 18        |
| 5.º      | Colombia       | 16        |
| 6.º      | Australia      | 15        |
| 7.º      | Alemania       | 14        |
| 8.º      | Países Bajos   | 13        |
| 9.º      | Bélgica        | 8         |
| 9.º      | Irlanda        | 8         |
| 11.º     | Eslovaquia     | 7         |
| 11.º     | Dinamarca      | 7         |
| 11.º     | Eslovenia      | 7         |
| 14.º     | Estados Unidos | 6         |
| 15.º     | Polonia        | 5         |
| 16.º     | Noruega        | 3         |
| 17.º     | Sudáfrica      | 2         |
| 17.º     | Suiza          | 2         |
| 19.º     | Austria        | 1         |
| 19.º     | Luxemburgo     | 1         |
| 19.º     | Ecuador        | 1         |
| 19.º     | Letonia        | 1         |
| 19.º     | Canadá         | 1         |
| 19.º     | Argentina      | 1         |
| 19.º     | Kazajistán     | 1         |

## Ranking Mundial (UCI World Ranking)
Esta es la clasificación oficial del Ranking Mundial de la UCI tras la disputa del Tour de Guangxi:
Nota: ver Baremos de puntuación

### Clasificación individual
| Posición | Corredor           | Equipo            | Puntos  |
| -------- | ------------------ | ----------------- | ------- |
| 1.º      | Alejandro Valverde | Movistar          | 4168    |
| 2.º      | Simon Yates        | Mitchelton-Scott  | 3160    |
| 3.º      | Elia Viviani       | Quick-Step Floors | 3106    |
| 4.º      | Peter Sagan        | Bora-Hansgrohe    | 3092    |
| 5.º      | Julian Alaphilippe | Quick-Step Floors | 2991,12 |
| 6.º      | Geraint Thomas     | Sky               | 2777,25 |
| 7.º      | Greg Van Avermaet  | BMC Racing        | 2744,47 |
| 8.º      | Tom Dumoulin       | Sunweb            | 2693,86 |
| 9.º      | Tim Wellens        | Lotto Soudal      | 2663    |
| 10.º     | Romain Bardet      | Ag2r La Mondiale  | 2545    |

### Clasificación por países
| Posición | País         | Puntos   |
| -------- | ------------ | -------- |
| 1.º      | Bélgica      | 14502,02 |
| 2.º      | Francia      | 13628,12 |
| 3.º      | Italia       | 12142,76 |
| 4.º      | España       | 11942,06 |
| 5.º      | Países Bajos | 11451,44 |
| 6.º      | Gran Bretaña | 10585,45 |
| 7.º      | Colombia     | 9470,66  |
| 8.º      | Australia    | 8339,98  |
| 9.º      | Dinamarca    | 6984,03  |
| 10.º     | Alemania     | 6859,14  |